# Kisváltósúly
A kisváltósúly (bizonyos profi szervezeteknél nagykönnyűsúly) egy súlycsoport az ökölvívásban.

## Amatőr ökölvívás
Az amatőr ökölvívásban a kisváltósúly a könnyű- és a váltósúly közötti kategória a 60–64 kg-os ökölvívók számára.
| 1904                                   | 1908                                   | 1920–1936                                | 1948                    | 1952–1964                              | 1968–1980                              | 1984–2000                             | 2004–2008              |
| -------------------------------------- | -------------------------------------- | ---------------------------------------- | ----------------------- | -------------------------------------- | -------------------------------------- | ------------------------------------- | ---------------------- |
| Nehézsúly +158 font (+71,7 kg)         | Nehézsúly +158 font (+71,7 kg)         | Nehézsúly +175 font (+79,4 kg)           | Nehézsúly +80 kg        | Nehézsúly +81 kg                       | Nehézsúly +81 kg                       | Szupernehézsúly +91 kg                | Szupernehézsúly +91 kg |
| Nehézsúly +158 font (+71,7 kg)         | Nehézsúly +158 font (+71,7 kg)         | Nehézsúly +175 font (+79,4 kg)           | Nehézsúly +80 kg        | Nehézsúly +81 kg                       | Nehézsúly +81 kg                       | Nehézsúly 81–91 kg                    |                        |
| Nehézsúly +158 font (+71,7 kg)         | Nehézsúly +158 font (+71,7 kg)         | Nehézsúly +175 font (+79,4 kg)           | Nehézsúly +80 kg        | Félnehézsúly 75–81 kg                  |                                        |                                       |                        |
| Nehézsúly +158 font (+71,7 kg)         | Nehézsúly +158 font (+71,7 kg)         | Nehézsúly +175 font (+79,4 kg)           | Félnehézsúly 73–80 kg   |                                        |                                        |                                       |                        |
| Nehézsúly +158 font (+71,7 kg)         | Nehézsúly +158 font (+71,7 kg)         | Félnehézsúly 160-175 font (72,6-79,4 kg) |                         |                                        |                                        |                                       |                        |
| Nehézsúly +158 font (+71,7 kg)         | Nehézsúly +158 font (+71,7 kg)         | Középsúly 71–75 kg                       | Középsúly 71–75 kg      | Középsúly 71–75 kg                     | Középsúly 69–75 kg                     |                                       |                        |
| Nehézsúly +158 font (+71,7 kg)         | Nehézsúly +158 font (+71,7 kg)         | Középsúly 71–75 kg                       | Középsúly 71–75 kg      | Középsúly 71–75 kg                     | Középsúly 69–75 kg                     | Középsúly 67–73 kg                    |                        |
| Nehézsúly +158 font (+71,7 kg)         | Nehézsúly +158 font (+71,7 kg)         | Középsúly 71–75 kg                       | Középsúly 71–75 kg      | Középsúly 71–75 kg                     | Középsúly 69–75 kg                     | Középsúly 147-160 font (66,7-72,6 kg) |                        |
| Középsúly 145-158 font (65,8-71,7 kg)  | Középsúly 140-158 font (63,5-71,7 kg)  | Középsúly 71–75 kg                       | Középsúly 71–75 kg      | Középsúly 71–75 kg                     | Középsúly 69–75 kg                     |                                       |                        |
| Középsúly 145-158 font (65,8-71,7 kg)  | Középsúly 140-158 font (63,5-71,7 kg)  | Nagyváltósúly 67–71 kg                   |                         |                                        | Középsúly 69–75 kg                     |                                       |                        |
| Középsúly 145-158 font (65,8-71,7 kg)  | Középsúly 140-158 font (63,5-71,7 kg)  | Váltósúly 64–69 kg                       |                         |                                        |                                        |                                       |                        |
| Középsúly 145-158 font (65,8-71,7 kg)  | Középsúly 140-158 font (63,5-71,7 kg)  | Váltósúly 62–67 kg                       | Váltósúly 63,5–67 kg    | Váltósúly 63,5–67 kg                   | Váltósúly 63,5–67 kg                   |                                       |                        |
| Középsúly 145-158 font (65,8-71,7 kg)  | Középsúly 140-158 font (63,5-71,7 kg)  | Váltósúly 62–67 kg                       | Váltósúly 63,5–67 kg    | Váltósúly 63,5–67 kg                   | Váltósúly 63,5–67 kg                   | Váltósúly 135-147 font (61,2-66,7 kg) |                        |
| Váltósúly 135-145 font (61,2-65,8 kg)  | Középsúly 140-158 font (63,5-71,7 kg)  | Váltósúly 62–67 kg                       | Váltósúly 63,5–67 kg    | Váltósúly 63,5–67 kg                   | Váltósúly 63,5–67 kg                   |                                       |                        |
| Kisváltósúly 60–64 kg                  | Középsúly 140-158 font (63,5-71,7 kg)  | Váltósúly 62–67 kg                       | Váltósúly 63,5–67 kg    | Váltósúly 63,5–67 kg                   | Váltósúly 63,5–67 kg                   |                                       |                        |
| Könnyűsúly 126-140 font (57,2-63,5 kg) | Kisváltósúly 60-63,5 kg                | Kisváltósúly 60-63,5 kg                  | Kisváltósúly 60-63,5 kg |                                        |                                        |                                       |                        |
| Könnyűsúly 126-140 font (57,2-63,5 kg) | Kisváltósúly 60-63,5 kg                | Kisváltósúly 60-63,5 kg                  | Kisváltósúly 60-63,5 kg | Könnyűsúly 58–62 kg                    |                                        |                                       |                        |
| Könnyűsúly 126-140 font (57,2-63,5 kg) | Kisváltósúly 60-63,5 kg                | Kisváltósúly 60-63,5 kg                  | Kisváltósúly 60-63,5 kg | Könnyűsúly 125-135 font (56,7-61,2 kg) | Könnyűsúly 126-135 font (57,2-61,2 kg) |                                       |                        |
| Könnyűsúly 126-140 font (57,2-63,5 kg) | Könnyűsúly 57–60 kg                    |                                          |                         | Könnyűsúly 125-135 font (56,7-61,2 kg) | Könnyűsúly 126-135 font (57,2-61,2 kg) |                                       |                        |
| Könnyűsúly 126-140 font (57,2-63,5 kg) | Pehelysúly 54–58 kg                    |                                          |                         | Könnyűsúly 125-135 font (56,7-61,2 kg) | Könnyűsúly 126-135 font (57,2-61,2 kg) |                                       |                        |
| Pehelysúly 116-126 font (52,6-57,2 kg) | Pehelysúly 118-126 font (53,5-57,2 kg) |                                          |                         | Könnyűsúly 125-135 font (56,7-61,2 kg) |                                        |                                       |                        |
| Pehelysúly 116-126 font (52,6-57,2 kg) | Pehelysúly 118-126 font (53,5-57,2 kg) | Pehelysúly 54–57 kg                      |                         | Könnyűsúly 125-135 font (56,7-61,2 kg) |                                        |                                       |                        |
| Pehelysúly 116-126 font (52,6-57,2 kg) | Pehelysúly 118-126 font (53,5-57,2 kg) | Pehelysúly 115-125 font (52,2-56,7 kg)   |                         |                                        |                                        |                                       |                        |
| Pehelysúly 116-126 font (52,6-57,2 kg) | Pehelysúly 118-126 font (53,5-57,2 kg) | Harmatsúly 51–54 kg                      |                         |                                        |                                        |                                       |                        |
| Pehelysúly 116-126 font (52,6-57,2 kg) | Harmatsúly 112-118 (50,8-53,5 kg)      |                                          |                         |                                        |                                        |                                       |                        |
| Harmatsúly -116 font (-52,6 kg)        |                                        |                                          |                         |                                        |                                        |                                       |                        |
| Harmatsúly 105-115 font (47,6-52,2 kg) |                                        |                                          |                         |                                        |                                        |                                       |                        |
| Légsúly -51 kg                         | Légsúly -51 kg                         | Légsúly 48–51 kg                         | Légsúly 48–51 kg        | Légsúly 48–51 kg                       |                                        |                                       |                        |
| Légsúly -51 kg                         | Légsúly -51 kg                         | Légsúly 48–51 kg                         | Légsúly 48–51 kg        | Légsúly 48–51 kg                       | Légsúly -112 font (-50,8 kg)           |                                       |                        |
| Légsúly -51 kg                         | Légsúly -51 kg                         | Kislégsúly -48 kg                        |                         |                                        |                                        |                                       |                        |
| Légsúly -51 kg                         | Légsúly -51 kg                         | Légsúly -105 font (-47,6 kg)             |                         |                                        |                                        |                                       |                        |
| 7                                      | 5                                      | 8                                        | 8                       | 10                                     | 11                                     | 12                                    | 11                     |

### A kisváltósúly olimpiai bajnokokai
- 1952  Charles Adkins Amerikai Egyesült Államok
- 1956  Vladimir Jengibarján Szovjetunió
- 1960  Bohumil Němeček Csehszlovákia
- 1964  Jerzy Kulej Lengyelország
- 1968  Jerzy Kulej Lengyelország
- 1972  Ray Seales Amerikai Egyesült Államok
- 1976  Ray Leonard Amerikai Egyesült Államok
- 1980  Patrizio Oliva Olaszország
- 1984  Jerry Page Amerikai Egyesült Államok
- 1988  Vjacseszlav Janovszki Szovjetunió
- 1992  Héctor Vinent Kuba
- 1996  Héctor Vinent Kuba
- 2000  Muhammadqodir Abdullayev Üzbegisztán
- 2004  Manat Buncsamnong Thaiföld
- 2008  Félix Díaz  (Dominikai Köztársaság)
- 2012  Roniel Iglesias  (Kuba)

### Amatőr kisváltósúlyú világbajnokok
- 1974  Ayub Kalule (Uganda)
- 1978  Valerij Lvov (Szovjetunió)
- 1982  Carlos García (Kuba)
- 1986  Vaszilij Sisov (Szovjetunió)
- 1989  Igor Ruzsnyikov (Szovjetunió)
- 1991  Konstantin Tszyu (Szovjetunió)
- 1993  Héctor Vinent (Kuba)
- 1995  Héctor Vinent (Kuba)
- 1997  Dorel Simion (Románia)
- 1999  Muhammadqodir Abdullayev (Üzbegisztán)
- 2001  Diógenes Luna (Kuba)
- 2003  Willy Blain (Franciaország)
- 2005  Szerik Szapijev (Kazahsztán)
- 2007  Szerik Szapijev (Kazahsztán)
- 2009  Roniel Iglesias (Kuba)
- 2011
- 2013
- 2015
- 2017
- 2019
- 2021
- 2023

## Profi ökölvívás
A profi ökölvívásban a kisváltósúly felső határa 10 stone azaz 140 font (63,5 kg)

### A nagy világszervezetek kisváltósúlyú világbajnokai
| WBA                         | WBC                              | IBF                      | WBO                           |
| Regis Prograis 24-0 (20 KO) | José Carlos Ramirez 24-0 (16 KO) | Josh Taylor 15-0 (12 KO) | Maurice Hooker 26-0-3 (17 KO) |